# Länsstyrelsen i Västmanlands län
Länsstyrelsen i Västmanlands län är en statlig myndighet med kansli i Västerås. Länsstyrelsen ansvarar för den statliga förvaltningen i länet, och har flera olika mål gällande regional utveckling. Länsstyrelsen i Västmanlands län har cirka 170 anställda.
Länsstyrelsens chef är landshövdingen, som utses av Sveriges regering.

## Vattenmyndighet
Länsstyrelsen i Västmanlands län utgör också vattenmyndigheten för Norra Östersjöns vattendistrikt, och ansvarar alltså för förvaltningen av kvaliteten på vattenmiljön i de områden i Sverige vars avrinning mynnar ut i Norra Östersjön.